# Il lato oscuro dell'addio
Il lato oscuro dell'addio (The Wrong Side of Goodbye) è un romanzo dello scrittore statunitense Michael Connelly, edito nel 2016, pubblicato in Italia nel 2018. È il diciannovesimo romanzo con protagonista il detective Harry Bosch, ora pensionato, che collabora con la polizia di San Fernando.
Il libro è stato tradotto in ceco, ucraino, svedese, italiano e altre lingue.

## Trama
Harry Bosch è ormai in pensione ma decide di collaborare con la polizia di San Fernando, un territorio autonomo all'interno della città di Los Angeles come detective part-time. Nel suo stile rimane schivo: senza ufficio, senza pubblicità. Decide di aiutare Whitney Vance, un ricco finanziere che sta per morire, a scoprire se ha eredi a cui lasciare i suoi averi.

## Edizioni
- Michael Connelly, Il lato oscuro dell'addio, traduzione di Alfredo Colitti, 1ª ed., Milano, Piemme, 2018, pagg. 372, ISBN 978-88-56-6630-82.